# Gorzyki
Gorzyki (Piprinae) – podrodzina ptaków z rodziny gorzykowatych (Pipridae).

## Występowanie
Podrodzina obejmuje gatunki występujące w obu Amerykach.

## Systematyka
Do podrodziny należą następujące plemiona:
- Ilicurini Prum, 1992
- Piprini Rafinesque, 1815